# Acer velutinum
Acer velutinum es una especie de árbol perteneciente a la familia de las sapindáceas. Es nativa de Azerbaiyán, Georgia y norte de Irán. Crece en la humedad del Bosque mixto hircano del Caspio así como en parte del este de Georgia.

## Descripción
Es un árbol alto de hoja caduca que alcanza un tamaño de más de 40 m de altura
, con un diámetro de tronco superior a 1 m. Tiene una corona amplia y el tronco está cubierto de una corteza suave, gris y fina. Las ramas jóvenes son de color verde, más tarde tornan de color rojizo, las ramas gruesas en el extremo son de color marrón a gris. Las hojas son de 15 a 25 cm de ancho y son una de las mayores entre todas las especies. Las flores son de color amarillo-verdoso y se agrupan en una recta inflorescencia vertical, de 8-12 cm de largo. Aparecen al mismo tiempo que las hojas.

## Taxonomía
Acer velutinum fue descrita por Pierre Edmond Boissier y publicado en Diagnoses plantarum orientalium novarum, ser. 1, 6: 28–29, en el año 1845
Etimología
Acer: nombre genérico que procede del latín ǎcěr, -ĕris = (afilado), referido a las puntas características de las hojas o a la dureza de la madera que, supuestamente, se utilizaría para fabricar lanzas. Ya citado en, entre otros, Plinio el Viejo, 16, XXVI/XXVII, refiriéndose a unas cuantas especies de Arce.
velutinum: epíteto latíno 
Sinonimia
- Acer insigne Boiss. & Buhse
- Acer pseudoplatanus var. vanvolxemii (Mast.) Wesm.
- Acer pulchrum G.Nicholson
- Acer van-volxemii Mast.[5]